# روبرت ماكنزي
روبرت ماكنزي (بالإنجليزية: Robert McKenzie)‏ هو ممثل أيرلندي (وحمل سابقاً جنسية المملكة المتحدة لبريطانيا العظمى وأيرلندا)، ولد في 22 سبتمبر 1880 في المملكة المتحدة، وتوفي في 8 يوليو 1949 في الولايات المتحدة بسبب نوبة قلبية.

## أعمال

### أفلام
- (1915) إحياءه

## وصلات خارجية
- روبرت ماكنزي على موقع IMDb (الإنجليزية)
- روبرت ماكنزي على موقع قاعدة بيانات الفيلم (الإنجليزية)